# Belgique-Portugal en rugby à XV
Cet article retrace l'ensemble des rencontres de la Belgique et le Portugal en rugby à XV.

## Les confrontations
Voici la liste des confrontations entre ces deux équipes :
| No | Date             | Lieu                                                 | Match               | Score   | Compétition                           |
| -- | ---------------- | ---------------------------------------------------- | ------------------- | ------- | ------------------------------------- |
| 1  | 24 avril 1966    | Stade Roi Baudouin, Bruxelles Belgique               | Belgique – Portugal | 3 – 3   | Coupe européenne                      |
| 2  | 21 avril 1968    | Stade universitaire de Lisbonne, Lisbonne Portugal   | Portugal – Belgique | 8 – 6   | Coupe européenne                      |
| 3  | 5 avril 1981     | Estádio Municipal Sérgio Conceição, Coimbra Portugal | Portugal – Belgique | 15 – 7  | Trophée européen                      |
| 4  | 5 avril 1984     | Stade Roi Baudouin, Bruxelles Belgique               | Belgique – Portugal | 9 – 13  | Trophée européen                      |
| 5  | 13 décembre 1987 | Stade universitaire de Lisbonne, Lisbonne Portugal   | Portugal – Belgique | 7 – 13  | Trophée européen                      |
| 6  | 8 avril 1989     | Stade Roi Baudouin, Bruxelles Belgique               | Belgique – Portugal | 15 – 15 | Trophée européen                      |
| 7  | 2 mai 1990       | Waterloo Belgique                                    | Belgique – Portugal | 12 – 24 | Trophée européen                      |
| 8  | 11 mai 1993      | Stade universitaire de Lisbonne, Lisbonne Portugal   | Portugal – Belgique | 8 – 3   | Qualifications pour la Coupe du monde |
| 9  | 9 avril 1994     | Liège Belgique                                       | Belgique – Portugal | 10 – 8  | Trophée européen                      |
| 10 | 16 mars 1996     | Stade Roi Baudouin, Bruxelles Belgique               | Belgique – Portugal | 18 – 29 | Trophée européen                      |
| 11 | 23 février 2013  | Stade universitaire de Lisbonne, Lisbonne Portugal   | Portugal – Belgique | 18 – 12 | Qualifications pour la Coupe du monde |
| 12 | 22 février 2014  | Stade Roi Baudouin, Bruxelles Belgique               | Belgique – Portugal | 6 – 19  | Qualifications pour la Coupe du monde |
| 13 | 12 novembre 2016 | Setúbal Portugal                                     | Portugal – Belgique | 26 – 21 | Test match                            |
| 14 | 20 mai 2017      | Stade du Petit Heysel, Bruxelles Belgique            | Belgique – Portugal | 29 – 18 | Championnat européen                  |
| 15 | 1er février 2020 | Stade universitaire de Lisbonne, Lisbonne Portugal   | Portugal – Belgique | 23 – 17 | Championnat européen                  |
| 16 | 4 février 2023   | Stade national du Jamor, Lisbonne Portugal           | Portugal – Belgique | 54 – 17 | Championnat européen                  |
| 17 | 3 février 2024   | Stade Charles Tondreau, Mons Belgique                | Belgique – Portugal | 10 – 6  | Championnat européen                  |
| 18 | 1er février 2025 | Stade du Restelo, Lisbonne Portugal                  | Portugal – Belgique | 40 – 30 | Championnat européen                  |